# Georg Richter (Ruderer)
Georg Richter (* 7. April 1905 in Halle (Saale); † 3. Juli 1995 in Verden (Aller)) war ein deutscher Ruderer.
1949 trat er dem Verdener Ruderverein (VRV) bei und wurde später zu dessen Ehrenmitglied ernannt. Als erstem Deutschen wurde ihm das 35. Goldene Fahrtenabzeichen des DRV verliehen. 1990 erhielt er den Äquatorpreis, mit dem eine jahrelange Wanderruderleistung geehrt wird; der Preis wird ab 40.077 Ruderkilometern einmalig verliehen. Richter erreichte insgesamt über 85.000 km, nachgewiesen durch Fahrtenabzeichen und Fahrtenbücher.
Richter war Verfasser diverser Artikel für das Magazin Deutscher Rudersport, die Verbandszeitschrift des Deutschen Ruderverbandes (DRV). Er favorisierte den Renneinersport und erfand und konstruierte die Rückspiegelbrille für Ruderer.